# Arisa Hoshiki
Arisa Hoshiki (en japonés: 星輝ありさ, Hoshiki Arisa) (Funabashi, Chiba; 13 de octubre de 1995) es una luchadora profesional y shootboxing japonesa. En la lucha libre ha participado en la promoción nipona de World Wonder Ring Stardom, donde ha sido campeona del Wonder of Stardom Championship.

## Carrera profesional

### World Wonder Ring Stardom (2011–2012)
Hoshiki hizo su debut en el ring con World Wonder Ring Stardom el 23 de enero de 2011, donde derrotó a Mayu Iwatani. Hoshiki e Iwatani harían posteriormente equipo y lucharían bajo el nombre de AMA. Durante su estancia en Stardom, Hoshiki llegó a la final del Rookie of the Year en 2011, donde perdió ante Yoshiko, y desafió sin éxito a Yuzuki Aikawa por el Wonder of Stardom Championship en su primer combate por el título. Hoshiki luchó su último combate el 20 de mayo de 2012 contra Yuhi, que terminó en empate por límite de tiempo, antes de dejar Stardom y la propia lucha libre.

### Retorno a Stardom y a la lucha libre (2018–2020)
Hoshiki hizo su regreso a la lucha libre, donde regresó a Stardom el 23 de noviembre de 2018 haciendo equipo con Iwatani contra AZM y Konami de Queen's Quest en un esfuerzo ganador, anotando el pin sobre AZM. Hoshiki fue entonces invitada a la unidad STARS de Iwatani ese mismo día. El 17 de febrero de 2019, AMA desafió sin éxito a Momo Watanabe y Utami Hayashishita por el Goddess of Stardom Championship.
El 29 de abril de 2019, Hoshiki ganó el Cinderella Tournament, y desafió a Watanabe por el Wonder of Stardom Championship, anunciando además que firmaba con Stardom a tiempo completo. El 16 de mayo, derrotó a Watanabe para ganar el primer campeonato de su carrera como luchadora profesional. Su primera defensa llegó un mes después, el 16 de junio de 2019, en el evento Shining Destiny de Stardom, derrotando a su rival y eventual compañera, Tam Nakano. Su segunda defensa llegó más tarde ese mes, en Londres, en el Pro Wrestling: EVE's Wrestle Queendom 2, en el que derrotó a Roxxy. Posteriormente, pasó a derrotar a Hazuki, Jungle Kyona, Avary, Kagetsu, Jamie Hayter y Konami antes de tener que dejar vacante el campeonato.
El 15 de noviembre de 2019, Nakano y Hoshiki, también conocidas como DREAM☆SHiNE, derrotaron a Bea Priestley y Jamie Hayter en la final de la Goddesses of Stardom Tag League, ganando el torneo. Posteriormente, el 24 de noviembre de 2019, desafiaron sin éxito a Konami y Jungle Kyona por el Goddess of Stardom Championship.
El 20 de mayo de 2020, Arisa anunció su retirada de la lucha libre profesional debido a una lesión, por lo que dejó vacante el Wonder of Stardom Championship, poniendo fin a su reinado de 370 días con 10 defensas. Esto la convirtió en la segunda campeón del certamen que más tiempo había reinado en la historia, por detrás de la primera campeona de la historia, Yuzuki Aikawa, que lo mantuvo durante 618 días de 2011 a 2013 en los primeros días de Stardom, y está empatada en el puesto 2 por el mayor número de defensas del título con Io Shirai, sólo teniendo a Momo Watanabe por encima de ellas con 13 defensas.

### Actwres girl'Z (2021)
Arisa hizo un breve regreso al ring en 2021, aunque citando ella misma que no lo considera un regreso a la lucha libre profesional, a la división Action Ring Girl'Z de Actwres girl'Z. Apareció en unos pocos shows, antes de tener que retirarse lamentablemente debido a su mala condición física.

## Campeonatos y logros
- World Wonder Ring Stardom
  - Wonder of Stardom Championship (1 vez)[4]
  - Cinderella Tournament (2019)[7]
  - Goddesses of Stardom Tag League (2019) – con Tam Nakano[8]
  - Stardom Year-End Award (2 veces)
    - Best Match Award (2019) vs. Tam Nakano[9]
    - Outstanding Performance Award (2019)[10]

## Recorrido como shootboxing
| Resultado | Oponente       | Método                    | Evento                                   | Fecha                   | Ronda | Tiempo | Localización |
| --------- | -------------- | ------------------------- | ---------------------------------------- | ----------------------- | ----- | ------ | ------------ |
| Derrota   | Akari Nakamura | Decisión (unánime)        | Shoot Boxing S-Cup World Tournament 2014 | 30 de noviembre de 2014 | 3     | 3:00   | Tokio        |
| Victoria  | Maki Goto      | TKO (golpes consecutivos) | Shoot Boxing Girls S-Cup 2014            | 2 de agosto de 2014     | 2     | 0:53   | Tokio        |